# Museo archeologico dell'alto mantovano
Il Museo archeologico dell'Alto Mantovano è ospitato in un'ala di Villa Mirra, edificio storico nel centro storico di Cavriana, in provincia di Mantova, ed espone reperti rinvenuti nel territorio dell'Alto Mantovano, tra cui anche l'insediamento palafitticolo di Bande di Cavriana.

## Storia
Il museo fu fondato per valorizzare il patrimonio archeologico dell'Alto Mantovano. Nel 1964/1965 nacque il Gruppo Archeologico Cavriana per raccogliere e conservare i reperti archeologici che erano stati ritrovati nelle campagne nel dopoguerra. La valorizzazione di quanto ritrovato sfociò nell'apertura del Museo nel 1983. Dalla nascita del gruppo archeologico sono state realizzate diverse ricerche e diversi studi, che hanno portato all'identificazione di oltre 60 siti di interesse archeologico. Tra i diversi scavi, i più importanti sono quelli dei siti palafitticoli di Bande di Cavriana e Castellaro Lagusello: essi sono infatti entrati a far parte della lista del Patrimonio dell'Umanità dell'UNESCO nel 2011 tra i Siti palafitticoli preistorici attorno alle Alpi.

## Il percorso museale
Il percorso del museo si sviluppa oggi in 13 sale e dispone di una biblioteca specializzata di circa 5000 volumi.
L'esposizione è stata concepita in maniera cronologica. La prima sezione è dedicata alla preistoria nel territorio. Qui si trovano reperti risalenti al paleolitico e al neolitico. La terza sala è dedicata alla parte di maggior interesse archeologico: l’abitato preistorico di Bande, patrimonio UNESCO. Gli scavi hanno evidenziato che c'è stata una frequentazione ininterrotta di questo luogo e il sito venne abbandonato nel XIII secolo a.C. Accanto agli oggetti di vita quotidiana, sono esposte delle tavolette di terracotta risalenti all'Età del Bronzo, conosciute come tavolette enigmatiche poiché il loro impiego non è ancora stato ben definito; ne sono state ritrovate di diversi tipi in tutta Europa, simili tra loro ma mai uguali.
La seconda sezione è invece dedicata alla romanizzazione, databile al 225 a.C. in questo territorio, e al periodo imperiale. Risalenti a questa epoca sono i ritrovamenti sulla strada Cavallara di un luogo di culto dedicato a Mercurio e delle necropoli; in particolare, due sepolture si distinguono per il loro ricco corredo.
La terza sezione è poi dedicata al Medioevo e al Rinascimento. Questa parte racconta dei lavori di scavo della Rocca cominciati negli anni 80, distrutta nel 1772, di cui ora rimangono solo alcune tracce delle mura e delle torri. Si può vedere la Rocca grazie a un dipinto esposto nella Chiesa Parrocchiale di Pietro Lancetti del XVII secolo.
La quarta sezione, la più piccola, riguarda il Risorgimento, ed è proprio nella stanza dove dormirono e si alternarono l’imperatore austriaco Francesco Giuseppe e Napoleone III. L’arredamento è parzialmente originale.
La quinta sezione è infine dedicata ad alcuni approfondimenti didattici riguardanti l’archeologia, dai metodi di datazione alle tecniche di scavo, dall’archeozoologia alla lavorazione dell’osso e del corno. Qui si trova anche un laboratorio didattico. Il Museo archeologico dell'alto mantovano svolge inoltre un intenso programma di attività didattiche con vari progetti relativi a diversi periodi preistorici e storici, rivolti soprattutto alla popolazione scolastica.
Aderisce alla rete MaNet, che opera dal 2004.